# Gordon Bess
Gordon Bess (* 12. Januar 1929 in Richfield, Utah; † 24. November 1989 in Boise, Idaho) war ein US-amerikanischer Comiczeichner. 
Gordon Bess kam 1947 zu den Marines und wurde dort bereits als Grafiker tätig. Im Koreakrieg war er für ein Jahr im Trupp der Minenräumer. Ab 1954 kam er nach Washington, D.C., wo er Cartoonist beim Leatherneck Magazine wurde. 1957 verließ er das Militär und wurde als Grafiker, Glückwunschkartenzeichner und Cartoonist tätig.
1967 erschien bei King Features Syndicate die erste Folge seines täglichen Comicstrips Häuptling Feuerauge, die in über 100 Zeitungen lief und auch in andere Sprachen übersetzt wurde. So erschien die Serie auch im französischen Tintin oder dem deutschen Zack-Magazin. 1988 gab er die Arbeit krankheitsbedingt auf.